# 西澳新雀鯛
西澳新雀鯛（學名：Neopomacentrus aktites），是輻鰭魚綱鱸形目雀鯛科新雀鯛屬的其中一種，分布於東印度洋西澳大利亞海域，深度1至10公尺，本魚體呈橢圓形而側扁，吻短而鈍圓，體被櫛鱗，體色為深棕色至灰棕色，尾鰭中央區域呈淺色，背鰭、尾鰭、臀鰭和腹鰭有狹窄的藍色邊緣，有時尾柄上有細斑點，上胸鰭有小黑點，尾鰭有絲狀葉，魚鰭的外緣黑色，背鰭硬棘13枚、背鰭軟條10-12枚、臀鰭硬棘2枚、臀鰭軟條10-12枚，體長可達5.4公分，棲息在潟湖及珊瑚礁區，以浮游生物為食，繁殖期時成對出現，雄魚會守護卵直到孵化，生活習性不明。